# Prise de Vĩnh Long
Campagne de Cochinchine
Batailles
- Siège de Tourane
- Siège de Saïgon
- Kỳ Hòa
- Mỹ Tho
- Qui Nhơn
- Biên Hòa
- Vĩnh Long
- Traité de Saïgon

La prise de Vinh Long (vietnamien: Vĩnh Long) le 22 mars 1862 fut la dernière victoire majeure alliée pendant la campagne de Cochinchine (1858-1862). Cette campagne, combat entre d'une part les Français et les Espagnols et d'autre part les Vietnamiens, commença par une expédition punitive limitée et finit par la guerre de conquête de la France. La guerre se conclut par l'établissement d'une colonie française en Cochinchine, un développement qui inaugura presque un siècle d'influence coloniale française au Vietnam.

## Contexte
La campagne menée contre Vinh Long a été réalisée par les Franco-Espagnoles en représailles à des attaques de guérilla vietnamiennes en février et mars 1862 sur des troupes et des canonnières françaises dans les environs de My Tho. Des colonnes de soldats français ont été attaqués sur les routes et le 10 mars une canonnière française explose peu de temps après avoir quitté My Tho. Cinquante-deux hommes ont été tués ou blessés lors de cet incident et une commission d'enquête a constaté que l'explosion était due à un sabotage.
Convaincus que les mandarins de la province de Vinh Long étaient derrière ces attaques, l'amiral Louis-Adolphe Bonard, le commandant en chef français, décide de s'emparer de la ville de Vinh Long avec une flottille de navires expéditionnaires et des canonnières et par une force de débarquement franco-espagnole. Le 20 mars 1862, la forteresse de Vinh Long est atteinte par les navires d'expédition Ondine et Shamrock, ainsi que par les canonnières Dragonne et Fusée et sept autres canonnières. La force de débarquement comptait 700 soldats français et 300 soldats espagnols, sous les ordres du lieutenant-colonel Reboul de l'infanterie de marine. Le 20 mars ces troupes sont mises à terre à Dinh Kao, au sud-est de la citadelle de Vĩnh Long.

## Prise de la ville
Les Français poursuivirent leur offensive par la prise de Vĩnh Long le 22 mars 1862, au terme d'une courte campagne montée par l'amiral Bonard en représailles à des attaques de guérilla contre les troupes françaises autour de Mỹ Tho. Lors du plus sérieux de ces incidents, le 10 mars 1862, une canonnière française qui quittait la ville avec une compagnie d'infanterie à bord explosa soudain. Les pertes furent lourdes (52 morts ou blessés) et les Français convaincus que le bateau avait été saboté par des insurgés aux ordres des gouverneurs de la province de Vĩnh Long,. 
Dix jours plus tard, Bonard se présenta devant Vĩnh Long avec une flottille de onze avisos et canonnières et une force de débarquement franco-espagnole de 1 000 hommes. Dans l'après-midi et la soirée du 22 mars, ils attaquèrent les batteries vietnamiennes placées devant la ville et s'en emparèrent. Le 23 mars, ils entrèrent dans la citadelle de Vĩnh Long. Ses défenseurs se replièrent vers un fortin de terre à My Cui, 20 kilomètres à l'Ouest de Mỹ Tho, mais deux colonnes alliées les poursuivirent et les en expulsèrent, tandis qu'une troisième leur coupait la retraite vers le nord. Les pertes vietnamiennes à Vĩnh Long et My Cui furent lourdes,.